# Greppen
Greppen (toponimo tedesco) è un comune svizzero di 1 196 abitanti del Canton Lucerna, nel distretto di Lucerna Campagna.

## Geografia fisica

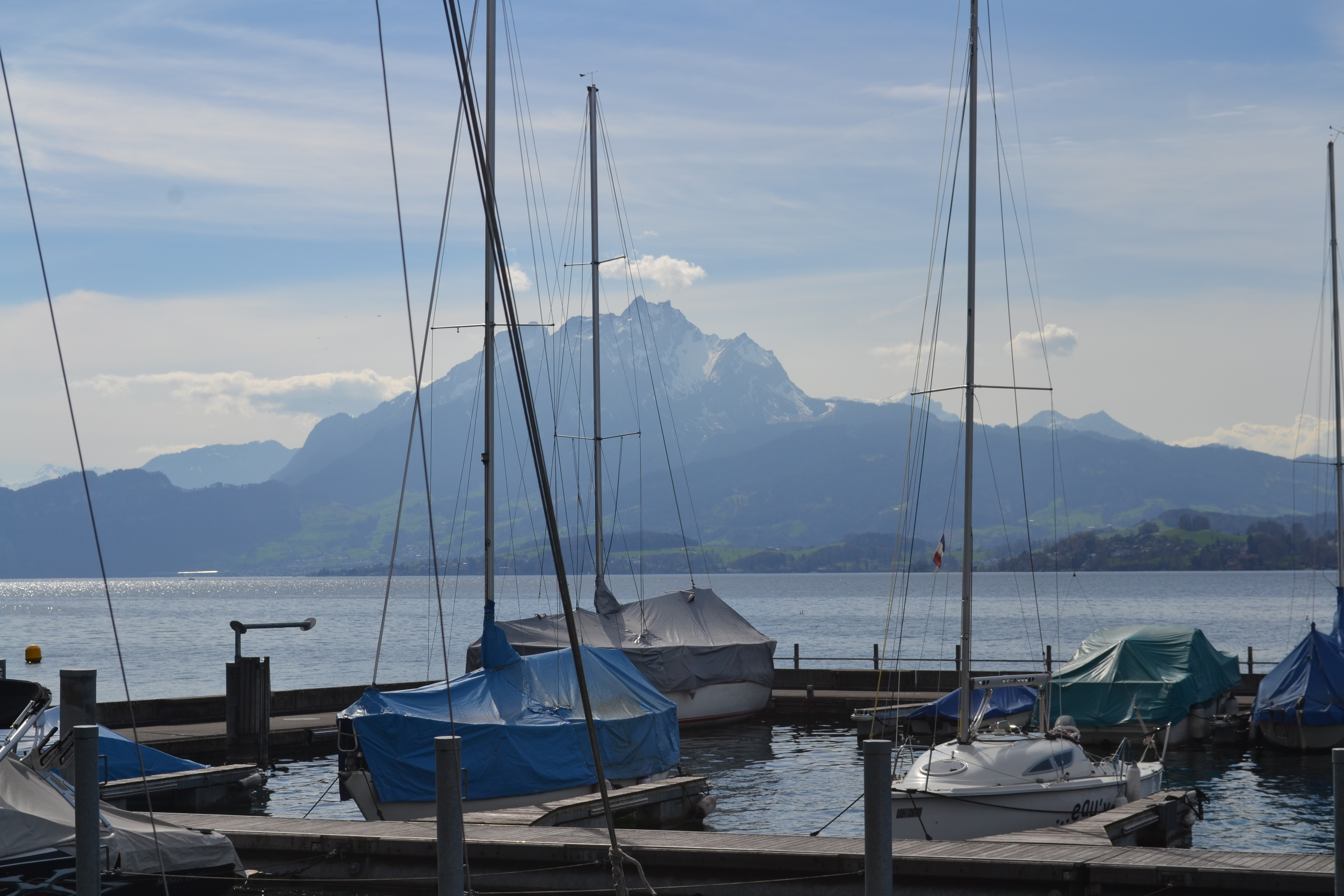
Il Rigi visto dal molo di Greppen

Greppen sorge sulla sponda orientale del ramo settentrionale del lago dei Quattro Cantoni, ai piedi del monte Rigi.

## Monumenti e luoghi d'interesse
- Chiesa parrocchiale cattolica di San Vendelino, ricostruita nel 1480-1490 e nel 1645-1647[3].

## Società

### Evoluzione demografica
L'evoluzione demografica è riportata nella seguente tabella:
Abitanti censiti

## Economia
L'economia locale si basa prevalentemente sul settore secondario e sul turismo.